# 송우암 수명 유허비
송우암 수명 유허비(宋尤庵 受命 遺墟痺)은 대한민국 전북특별자치도 정읍시에 있는 유허비이다. 1974년 9월 27일 전라북도의 유형문화재 제50호로 지정되었다.

## 참고 자료
- 송우암수명유허비 - 국가유산청 국가유산포털